# Бенин на Светском првенству у атлетици на отвореном 2017.
Бенин је петнаести пут учествовао Светском првенству у атлетици на отвореном 2017. одржаном у Лондону од 4. до 13. августа. Репрезентацију Бенина представљале су 2 атлетичарке која се такмичиле у 2 дисциплине.,.
На овом првенству Бенин није освојио ниједну медаљу, нити је постигнут неки рекорд.

## Учесници
Жене:
- Ноелије Јариго — 800 метара
- Отили Ахоунваноу — Седмобој

## Резултати

### Жене
| Атлетичарка    | Дисциплина | Лични рекорд | Квалификације   | Квалификације | Полуфинале  | Полуфинале | Финале                | Финале      | Детаљи |
| Атлетичарка    | Дисциплина | Лични рекорд | Резултат        | Место         | Резултат    | Место      | Резултат              | Место       | Детаљи |
| -------------- | ---------- | ------------ | --------------- | ------------- | ----------- | ---------- | --------------------- | ----------- | ------ |
| Ноелије Јариго | 800 м      | 1:59,12 НР   | 2:00,99 КВ, ЛРС | 2. у гр 1     | 1:59,74 ЛРС | 3. у гр 1  | Није се квалификовала | 7 / 45 (47) |        |

#### Седмобој
| Дисциплина    | Отили Ахоунваноу | Отили Ахоунваноу | Отили Ахоунваноу | Отили Ахоунваноу | Отили Ахоунваноу | Отили Ахоунваноу |
| Дисциплина    | Лични рекорд     | Резултат         | Бод.             | Плас.            | Укупно           | Плас.            |
| ------------- | ---------------- | ---------------- | ---------------- | ---------------- | ---------------- | ---------------- |
| 100 м препоне | 13,35            | 13,71 (,706)     | 1.020            | 16.              | 1.020            | 16.              |
| Скок увис     | 1,78             | 1,74             | 903              | 22.              | 1.923            | 19.              |
| Бацање кугле  | 15,24            | 14,71            | 841              | 6.               | 2.764            | 11.              |
| 200 м         | 24,24            | 24,09 ЛР         | 972              | 6.               | 3.736            | 9.               |
| Скок удаљ     | 5.92 д           | 5,92 ЛР          | 825              | 21.              | 4.561            | 11.              |
| Бацање копља  | 45,86            | 43,16            | 728              | 17.              | 5.289            | 13.              |
| 800 м         | 2:20,45          | 2:27,00          | 731              | 25.              | 6.020            | 19.              |
| Седмобој      | 6.131            |                  |                  |                  | 6.020            | 19 / 27 (31)     |